# Richard Breuer
Richard Breuer (* 29. März 1865 in Troppau; † 9. Dezember 1945 in Wien) war ein österreichischer Zahnarzt und Obermedizinalrat in Wien.
Breuer wurde 1889 an der Universität Wien zum Dr. med. promoviert. Er war zeitweise Präsident des Vereins Österreichischer Zahnärzte. Er veröffentlichte mehrere Arbeiten im Bereich der Paläopathologie.

## Veröffentlichungen (Auswahl)
- Zur Anatomie, Pathologie und Histologie der Zähne und der Kiefer von Ursus spelaeus. In: Othenio Abel, Georg Kyrle: Die Drachenhöhle bei Mixnitz (= Speläologische Monographien. Band 7–8). Österreichische Staatsdruckerei, Wien 1931, S. 581–610.
- Pathologisch-anatomische Befunde am Skelette des Höhlenbären. In: Othenio Abel, Georg Kyrle (Hrsg.): Die Drachenhöhle bei Mixnitz (= Speläologische Monographien. Band 7–8). Österreichische Staatsdruckerei, Wien 1931, S. 611 ff.
- Einige beachtenswerte Fälle von Zahn- und Kiefererkrankungen bei Raubtieren. In: Palaeobiologica 7, 1941, S. 264–272.